# Eugene Godsoe
Eugene Godsoe (ur. 20 stycznia 1988 w Greensboro) – amerykański pływak, specjalizujący się w stylu motylkowym i grzbietowym.
W 2011 roku wywalczył 3 srebrne medale igrzysk panamerykańskich w Guadalajarze: na 100 m motylkiem i grzbietem oraz w sztafecie 4 × 100 m stylem zmiennym.
Dwa lata później został wicemistrzem świata w Barcelonie na 50 m stylem motylkowym.